# Cantó de Lo Pòrt
El cantó de Lo Pòrt és un cantó francès del departament d'Òlt i Garona, situat al districte d'Agen. Té 10 municipis i el cap és Lo Pòrt.

## Municipis
- Agulhon
- Bazens
- Borran
- Clarmont-Devath
- Frégimont
- Galapian
- La Garriga
- Nicòla
- Lo Pòrt
- Sant Salvi

## Història
| Data d'elecció                           | Identitat         | Partit        | Qualitat |
| ---------------------------------------- | ----------------- | ------------- | -------- |
| 1976-1988                                | Pierre Espiau     | PS            |          |
| 1988-2008                                | Jean-Claude Boyer | UDF           |          |
| 2008-                                    | Alain Paraillous  | Divers droite |          |
| les dades anteriors no són pas conegudes |                   |               |          |
|                                          |                   |               |          |

## Demografia
| 1962  | 1968  | 1975  | 1982  | 1990  | 1999  | 2006  |
| ----- | ----- | ----- | ----- | ----- | ----- | ----- |
| 7.818 | 8.516 | 8.398 | 8.710 | 8.895 | 8.977 | 9.425 |